# David McKeon
David McKeon (ur. 25 lipca 1992 w Wollongong) – australijski pływak specjalizujący się w stylu dowolnym, brązowy medalista mistrzostw świata i finalista igrzysk olimpijskich.

## Kariera
W 2011 roku zwyciężył na dystansie 400 m stylem dowolnym podczas uniwersjady w Shenzhen.
Rok później, na igrzyskach olimpijskich w Londynie zajął w tej konkurencji 14. miejsce z czasem 3:48,57.
Podczas mistrzostw świata w Barcelonie w 2013 roku na 400 m kraulem uplasował się na 12. pozycji (3:49,51). Płynął także w sztafecie 4 × 200 m stylem dowolnym, która zajęła dziewiąte miejsce.
W 2014 roku na Igrzyskach Wspólnoty Narodów w Glasgow zdobył złoto w sztafecie kraulowej 4 × 200 m oraz srebro w konkurencji 400 m stylem dowolnym. Na dystansie dwukrotnie krótszym był czwarty.
Na mistrzostwach świata w Kazaniu wywalczył brązowy medal w sztafecie 4 × 200 m stylem dowolnym. Na dystansie 400 m stylem dowolnym z czasem 3:47,36 uplasował się na dziesiątym miejscu. W konkurencji 200 m stylem dowolnym był trzynasty.
Podczas igrzysk olimpijskich w Rio de Janeiro w 2016 roku zakwalifikował się do finału 400 m stylem dowolnym, w którym zajął siódme miejsce, uzyskawszy czas 3:45,28. Na dystansie 200 m kraulem z wynikiem 1:48,38 uplasował się na 30. pozycji. McKeon uczestniczył również w wyścigu finałowym sztafet 4 × 200 m stylem dowolnym, gdzie Australijczycy znaleźli się tuż za podium.
W 2017 roku na mistrzostwach świata w Budapeszcie w konkurencji 400 m stylem dowolnym z czasem 3:46,27 zajął ósme miejsce.

## Życie prywatne
Pochodzi z rodziny o pływackich tradycjach. Jego ojciec, Ron, który jest też jego trenerem, reprezentował Australię na igrzyskach w 1980 i 1984 roku, a matka brała udział w Igrzyskach Wspólnoty Narodów, podczas gdy jej brat, Rob Woodhouse, zdobył brązowy medal olimpijski w 1984 roku. McKeon ma młodszą siostrę Emmę, która podczas igrzysk w Rio de Janeiro wywalczyła cztery medale.